# Florian Lorenzen
Florian Lorenzen (* 26. November 1986 in Flensburg) ist ein deutscher Politiker der CDU und Landrat des Kreis Nordfriesland.

## Leben
Florian Lorenzen ist gelernter Agrarbetriebswirt. Beruflich war er bis Ende April 2019 als geschäftsführender Gesellschafter eines großen landwirtschaftlichen Betriebes tätig.
Lorenzen war seit 2008 Mitglied des Nordfriesischen Kreistages, zudem langjähriger Vorsitzender des Finanzausschusses und seit 2018 Vize-Landrat. Am 10. Mai 2019 wurde er in geheimer Wahl mit 47 von 52 Stimmen im ersten Wahlgang zum Landrat des Kreises Nordfriesland gewählt. Die Amtseinführung als Landrat erfolgte  am 18. Oktober 2019. Lorenzen hatte 2021 in der deutsch-dänischen Kriminalkomödie Der Krug an der Wiedau einen Auftritt.